# Jure Bačar
Jure Bačar, slovenski carinik in finančni uradnik.
Jure Bačar izhaja iz strojniško-obrtne družine in si je tudi sam pridobil izobrazbo iz tega področja. Leta 1990, pred osamosvojitvijo Slovenije se je zaposlil v tedanji Zvezni carinski upravi. leta 1991 je bil del zadnje generacije tim. »beograjskih carinikov«, to je pripadnik zadnje skupine carinskih pripravnikov, ki so izpit delali v Beogradu.
Zaradi razmer ob osamosvajanju Slovenije je že leta 1991 tik pred osamosvojitvijo postal vodja Carinske izpostave Ajdovščina. Nekaj let kasneje je v novi slovenski carinski službi  postal vodja Carinske izpostave Vrtojba, od leta 2007 naprej pa je do konca leta 2014 vodil Carinski urad Nova Gorica, kjer je na mestu direktorja nasledil Stanislava Mikuža. Jure Bačar je bil idejni vodja za uvajanje brezpapirnega (elektronskega) poslovanja v slovenski carinski službi, od leta 2002 pa se je tako v domovini kot v mednarodnih povezavah še posebej ukvarjal s področjem tranzita in je kot nacionalni koordinator za tranzit v Sloveniji pomagal vpeljati evropski elektronski sistem za nadzor tranzita (tim. NCTS).
Po združitvi nekdanje Carinske uprave Republike Slovenije in nekdanje Davčne uprave Republike Slovenije v  Finančno upravo Republike Slovenije (FURS) je ob prehodu iz leta 2014 v leto 2015 prišlo do odprave nekdanjih carinskih in davčnih uradov, ki so jih nadomestili finančni uradi. V tej novi organizacijski strukturi FURS-a je Jure Bačar postal direktor Finančnega urada Nova Gorica.

## Priznanja
- Dobitnik carinske plakete (2006)